# Koumis
Aïrag
Le koumis, ou koumys (transcription du russe кумыс, d'après kymys en kirghiz, qymyz en kazakh et kımız en turc, ou encore khumus, appelé aïrag par les Mongols (mongol : ᠠᠶᠢᠷᠠᠭ ; Mongol cyrillique : айраг), est une boisson à base de lait fermenté de jument ou de chamelle, originaire d'Asie centrale. Comprenant un faible dosage d'alcool, son goût très particulier est fort et fumé. Cette boisson peut se conserver jusqu'à deux semaines, son goût pouvant alors devenir beaucoup plus fort.
Le procédé traditionnel de préparation de l'aïrag dans un khokhuur et les coutumes associées sont inscrits sur la liste représentative du patrimoine culturel immatériel de l'humanité en décembre 2019.

## Description

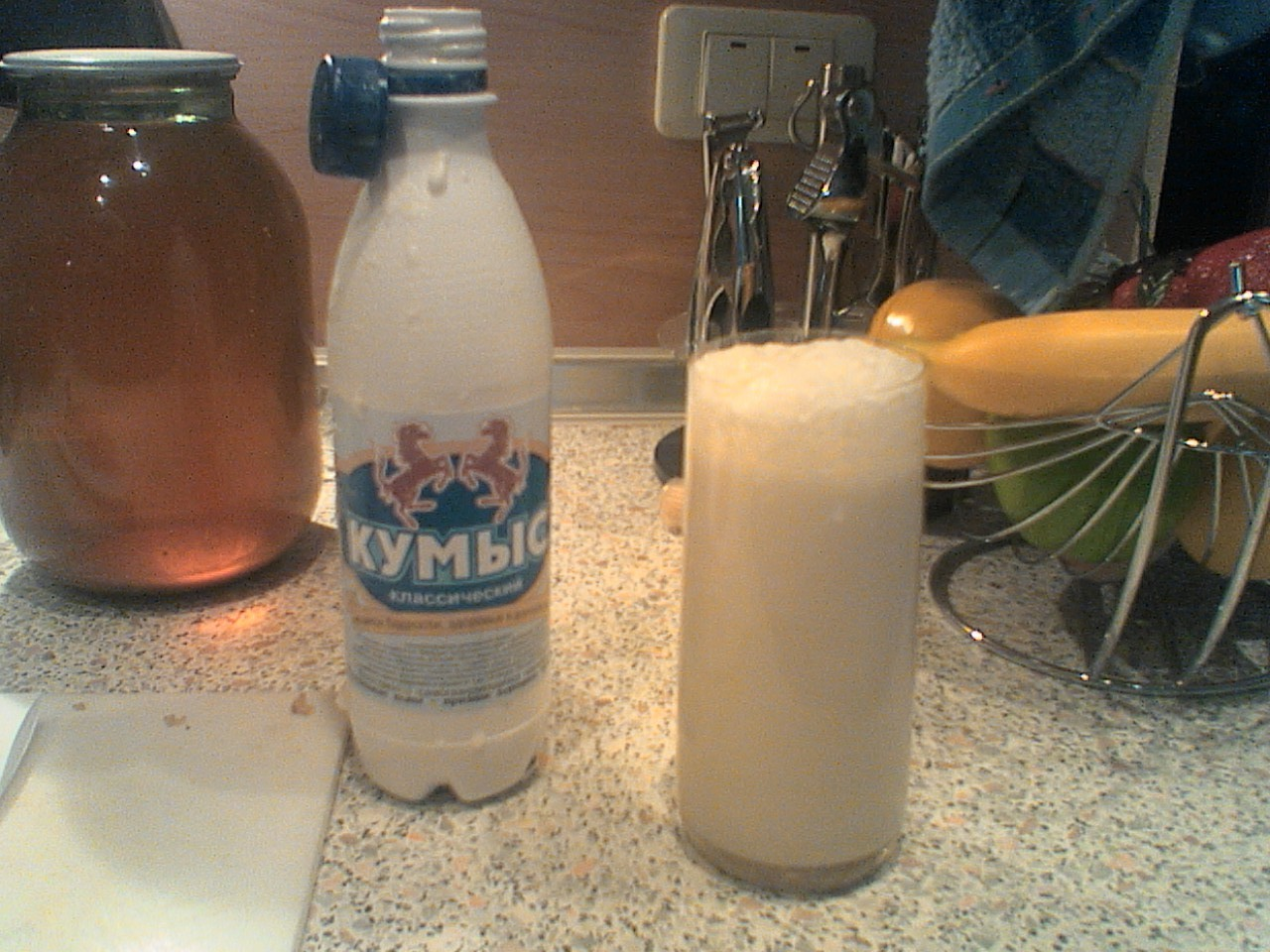
Bouteille et verre de Koumis

Le koumis est produit sur les plateaux et plaines kirghizes, du Kazakhstan comme en Mongolie et en Bachkirie (60% de la production russe dont le reste provient des territoires proches de la Mongolie et des républiques caucasiennes) à partir du lait des juments élevées par les nomades puis revendu un peu partout dans le pays (une production moins traditionnelle et plus moderne provient du lait de vache). Les éleveurs turco-mongoles le consomment quotidiennement, en grande quantité, pendant la saison de production. Cette boisson a été considérée avec le kéfir comme un moyen médicinal par les scientifiques russes puis polonais et allemands.
Le soi-disant vin de lait vinum lactis a été mentionné dans les récits de voyage dès le XIIIe siècle, mais ce n'est qu'au XVIIIe siècle que l'on s'intéresse au koumis comme moyen médicinal. Au XIXe siècle, et surtout dans la seconde moitié, les travaux scientifiques sur le koumis se multiplient et on passe au traitement dans le cas de nombreuses maladies, la tuberculose en particulier (cf. l'article sur le kéfir).
La tradition veut que, si l'on entre dans une yourte, l'habitant en offre un bol à ses invités.
Pour la préparation du koumis, le lait, une fois récupéré, est battu dans une baratte de bois préalablement enfumée, ou dans un sac en cuir de cheval. Il est ensuite conservé dans un autre récipient.
L'aïrag était déjà une boisson très appréciée des Mongols depuis au moins l'époque de Gengis Khan,. Il existe pour les Khan, une version spéciale nommé dans les langues turques kara kımız (koumis noir, voir aussi Karakoum, le désert noir), tiré de la traite des chevaux princiers.
Les laits de jument ou de chamelle, pauvres en caséines, donnent naissance après acidification par des bactéries lactiques, à un coagulum finement dispersé, facilement remis en suspension et peu perceptible à la dégustation. Des produits de substitution industriels, à base de lait de vache et copiant les particularités du koumis traditionnel, ont été mis au point essentiellement dans l'ex-Union soviétique.
Le koumiss est un produit fermenté traditionnel avec un profil nutritionnel et des caractéristiques fonctionnelles élevés,.